# Чакмач-ипа, Вилли Ерифович
Вилли Ерифович Чакмач-ипа (3 мая 1947-2013) — абхазский оперный певиц, тенор. Солист Государственного ансамбля песни и танца Абхазии. Народный артист Абхазии.

## Биография
В 1972 году окончил вокальное отделение Сухумского государственного музыкального училища. В том же году поступил в Тбилисскую государственную консерваторию им. В. Сараджишвили.
В 1977 году окончив консерваторию стал солистом Государственного ансамбля песни и танца Абхазии, с которым выступал во многих странах мира.
В 1977 году начал работать солистом в Государственном заслуженном ансамбле народной песни и танца Абхазии и солистом в Абхазской государственной филармонии им. Р. Д. Гумба. За время работы в Госансамбле объездил более 30 стран мира.
В 2000 году Чакмач-ипа создал мужской фольклорный ансамбль "Чегем" и руководил им до конца жизни.
В репертуаре ансамбля — произведения абхазских, русских и западноевропейских композиторов, а также собственные сочинения.
Умер в 2013 году

## Творчество
Визитной карточкой Вилли Чакмач-ипа после войны стала песня "Аҳаҳаи, амарџьақәа, шәеиҵамхан!".

## Фильмография
2013 Алхас и Джульетта (Абхазия, Россия, короткометражный)
2012 Август. Восьмого пассажир в автобусе/запевала

## Звания и премии
В 1986 году ему было присвоено звание «Заслуженный артист АССР».
В 2007 году был удостоен звания «Народный артист Республики Абхазия».
2010 —  орден "Ахьдз-Апша" (Честь и Слава) III степени.